# Diaphania mirabilis
Diaphania mirabilis is een vlinder uit de familie van de grasmotten (Crambidae), uit de onderfamilie van de Spilomelinae. De wetenschappelijke naam van deze soort is voor het eerst voorgesteld als Glyphodes mirabilis door Herbert Druce in een publicatie uit 1902.
De lengte van de voorvleugel varieert bij het mannetje van 13 tot 15 millimeter en bij het vrouwtje van 13,6 tot 16,0 millimeter.

## Verspreiding
De soort komt voor in Venezuela, Guyana, Brazilië, Ecuador, Peru en Bolivia.

## Habitat
De soort kan worden aangetroffen in nevelwouden tussen 1100 en 1650 meter boven zeeniveau.